# E-Lake festival
Das e-Lake festival ist ein Musikfestival in Echternach in Luxemburg. Es findet jedes Jahr am zweiten Augustwochenende statt. Das dreitägige Event wird von dem Echternacher Jugendclub (Club des Jeunes Echternach) organisiert. Dies spiegelt der Urgedanke des Festivals wider: Handeln für die Jugend (original: agir pour la jeunesse). Das Festival wird ausschließlich von Jugendlichen und für Jugendliche organisiert. Es kostet keinen Eintritt.
Die Musikrichtungen sind vielfältig. Seit 1996 folgt das das Festival einer Gliederung in drei Teilen: Der Freitag steht im Zeichen von Livekonzerten, der Samstag bietet 12 Stunden Trance und Techno und der Sonntag steht laut den Veranstaltern unter dem Motto „Disco und Fun“. Das Festival hat seit den 2010er etwa 20.000 bis 23.000 Besucher im Jahr.

## Geschichte
Die Idee zu diesem Festival entstand 1983 aus einem Mangel an Attraktionen speziell für Jugendliche in der Gegend um Echternach. Es findet am Ufer des Echternacher Sees in einem natürlichen Amphitheater statt, umgeben von kleinen Hügeln. 1983 hatte das Festival 400 Besucher; die Zahl stieg auf etwa 1100 im Jahr 1990. Im Jahr 2009 wurden 20.000 Besucher gezählt. 2010 hatte das Festival bereits am ersten Tag 8000 Besucher. An diesem Tag trat auch die deutsche Band Blumentopf auf.
Seit dem Jahr 2000 ist eine eigens ins Leben gerufene a.s.b.l. Veranstalter des Festivals. 2011 wurden erstmals 20.000 Besucher erwartet. Es wurde zu einem der größten und bedeutendsten Events dieser Art in Luxemburg.

## Headliners (Auszug)
- Such a Surge 2000
- Die Happy 2002
- Massive Töne 2003
- Dave Angel 2003
- Tomcraft 2004
- Fünf Sterne Deluxe 2004
- Beatsteaks 2005
- Seeed 2005
- Die Firma 2005
- Polarkreis 18 2009
- Blumentopf (Band) 2006 und 2010
- Clueso 2006
- Blank & Jones 2006
- Donots 2007
- Northern Lite 2007
- Sportfreunde Stiller 2008
- Kontrust 2011
- Kool Savas 2012
- Emil Bulls 2012
- Jennifer Rostock 2013
- Felix Kröcher 2013
- Luxuslärm 2014
- Madsen (Band) 2014
- Chris Lake 2014
- DubVision 2014
- Samy Deluxe 2014
- H-Blockx 2015
- Paul van Dyk 2016